# Ana Isabel Iglesias Ferrer
Ana Isabel Iglesias Ferrer, més coneguda com a Hanna, nascuda a Madrid, és una cantant espanyola.

## Discografia
- Pura Hanna (2007)
- Huracán Hanna (2011)